# Bròcoli
El bròcoli  (Brassica oleracea, var. italica) és una planta verda comestible de la família de les cols (família Brassicaceae, gènere Brassica) de la qual el gran pseudant, la tija i les petites fulles es mengen com a verdura. El bròquil es classifica en el grup de cultivars italica de l'espècie Brassica oleracea. Addicionalment pot rebre els noms de bròquil americà, colibròquil i coliflor.
El bròquil té grans capçals o flors, generalment de color verd fosc, disposats en una estructura semblant a un arbre que es ramifica a partir d'una tija gruixuda, que sol ser de color verd clar. La massa de caps de flors està envoltada de fulles. El bròquil s'assembla a la coliflor, que és un grup de cultivars diferent però estretament relacionat de la mateixa espècie de Brassica.
Es pot menjar cru o cuit. El bròquil és una font especialment rica de vitamina C i vitamina K. Les parts de la planta que s'utilitzen com a aliment són les inflorescències immadures, incloses les tiges, que es cullen abans que s'obrin les flors. Les fulles també són comestibles, però els seu consum no és habitual. El contingut dels  compostos característics de glucosinolat, que contenen sofre, isotiocianats i sulforafan, es redueix amb l'ebullició, i es conserva millor al vapor, al microones o sofregit.
Els grelos, de vegades anomenats bròquil rabe, és una espècie diferent del bròquil, i forma caps semblants però més petits, i en realitat és un tipus de nap (Brassica rapa).
Les varietats més corrents són la calabresa, la de color porpra, i especialment les de color verd.

## Taxonomia
Brassica oleracea var. italica va ser descrita l'any 1794 per Joseph Jakob von Plenck a Icones Plantarum Medicinalium 6:29, t. 534. Com totes les altres Brassica, el bròquil es va desenvolupar a partir de la col silvestre (Brassica oleracea var. oleracea).

## Etimologia
La paraula bròcoli, usada per primera vegada al segle XVII, prové del plural italià de broccolo, que significa "la cresta florida d'una col", i és la forma diminutiva de brocco, que significa "ungla petita" o "brot".

## Història

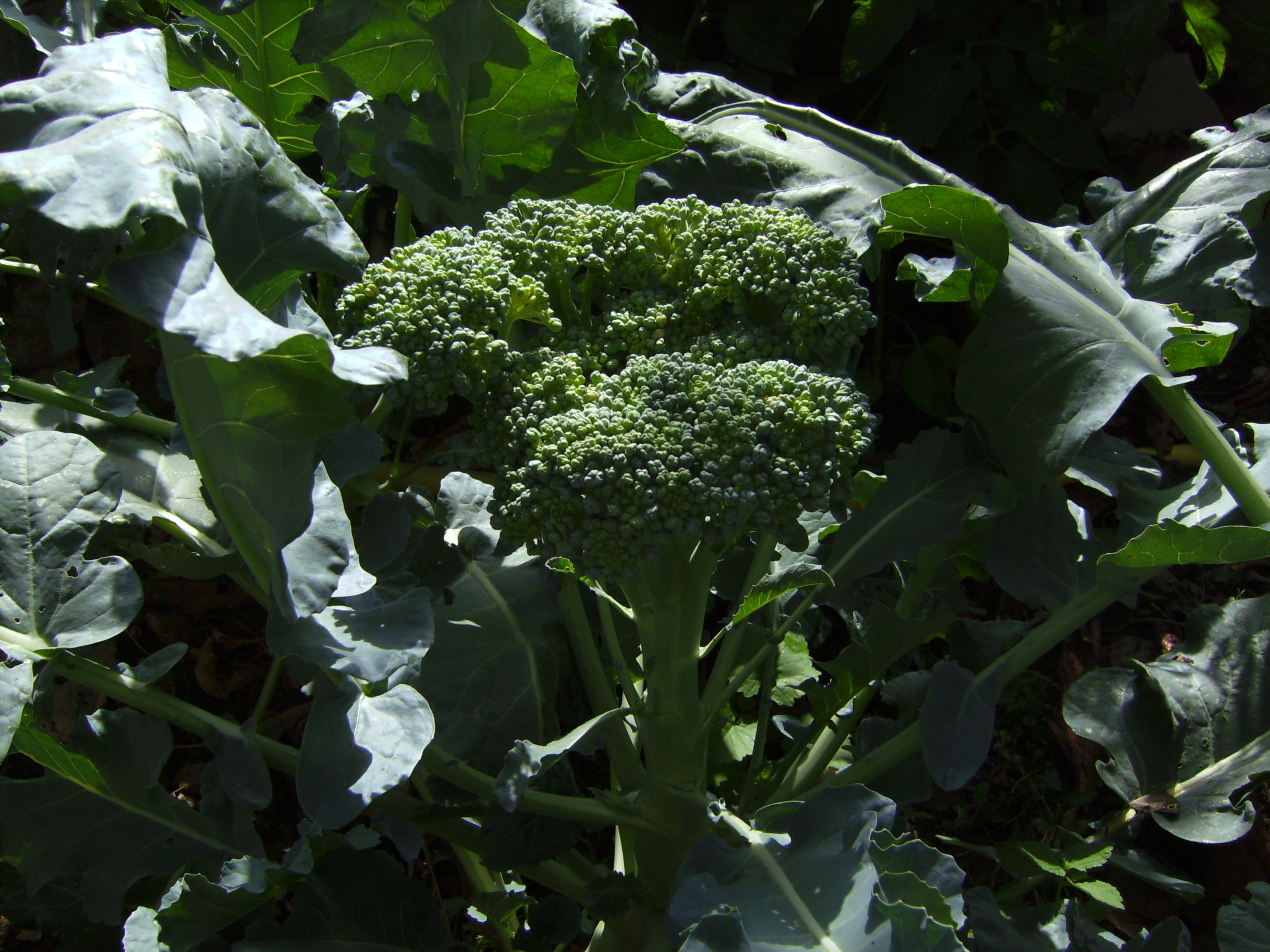
Flors immadures de la varietat verd calabrese, en la planta

El bròquil va ser el resultat de la cria de cultius de raça local Brassica al nord de la Mediterrània a partir del segle VI aC. El bròquil té els orígens en cultivars primitius cultivats a l'Imperi Romà i molt probablement es va millorar mitjançant la selecció artificial al sud de la península italiana o a Sicília. El bròquil es va estendre al nord d'Europa al segle XVIII i es va portar a Amèrica del Nord al segle XIX pels immigrants italians. Després de la Segona Guerra Mundial, la cria d'híbrids d'F1 dels Estats Units i el Japó en va augmentar els rendiments, la qualitat, la velocitat de creixement i l'adaptació regional, la qual cosa va produir els conreus comuns cultivats des de llavors: Premium Crop, Packman i Marathon.

## Descripció

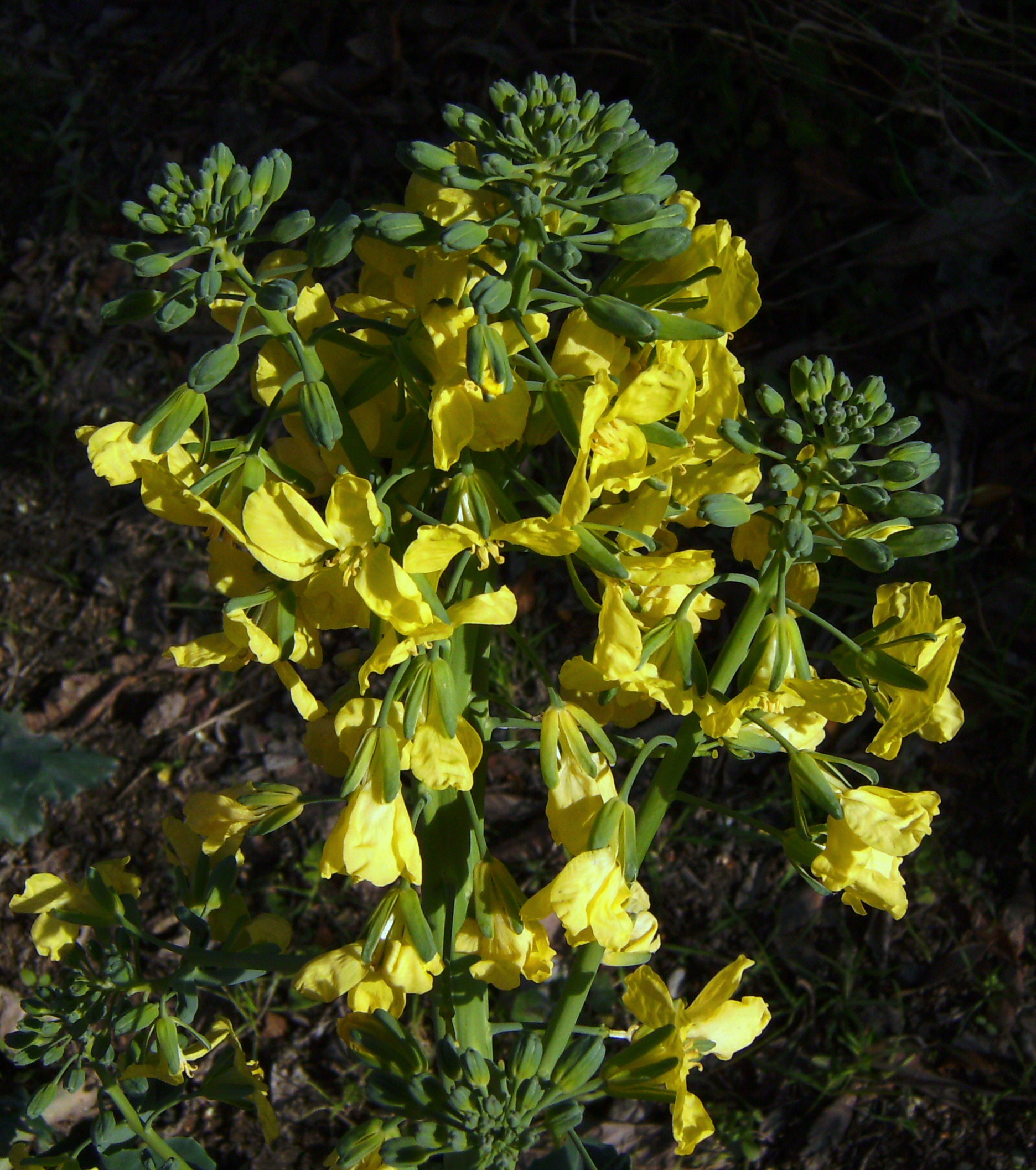
La mateixa planta, al mes de novembre, florida.

El bròquil és una planta anual que pot créixer fins a 60–90 cm d'alt.
La planta, fins que forma els capítols florals, és molt semblant a la de qualsevol col i idèntica a la coliflor. Quan forma la capçada ho fa amb abundosos primordis florals de color verd o porpra. Si es deixa florir fa flors grogues, fruits en siliqua amb diverses llavors. La inflorescència creix a l'extrem d'una tija central i gruixuda i és de color verd fosc. S'han creat caps violetes, grocs o fins i tot blancs, però aquestes varietats són rares. Les flors són grogues, amb quatre pètals.
La temporada de creixement del bròquil és de 14 o 15 setmanes. El bròquil es recull a mà immediatament després que el cap estigui completament format, però les flors encara estan en estat de brot. La planta desenvolupa nombrosos caps petits a partir dels brots laterals, que es poden collir més tard.

## Varietats
Hi ha tres tipus de bròquil de cultiu habitual. El més conegut és el bròquil calabres, que rep el nom de Calàbria, Itàlia. Té grans que fan de 10 a 20 cm, caps verds i tiges gruixudes. És un cultiu anual de temporada fresca. El bròquil germinat (blanc o morat) té un nombre més gran de caps amb moltes tiges primes. La coliflor violeta és un tipus de bròquil cultivat a Europa i Amèrica del Nord. Té un cap en forma de coliflor però està format per molts capolls florals petits. De vegades, però no sempre, té un color morat a les puntes dels capolls florals. La coliflor morada també pot ser blanca, vermella, verda o d'altres colors.
Beneforté és una varietat de bròquil que conté 2-3 vegades més glucorafanina i que es produeix en creuar bròquil amb una varietat de Brassica salvatge, Brassica oleracea var villosa.

### Altres grups de cultivars
Altres grups de conreus de Brassica oleracea inclouen la col (grup capitata), la coliflor i el romanesco (grup botrytis), la col verda (grup acephala), la col de cabdell (grup viridis), el colrave (grup gongylodes), les cols de Brussel·les (grup gemmifera) i el bròquil xinès (grup alboglabra). Com que aquests grups són la mateixa espècie, s'hibriden fàcilment: per exemple, el brocolet o Tenderstem broccoli és un encreuament entre el bròquil i el bròquil xinès. Els conreus de bròquil formen la base genètica de les coliflors tropicals que es conreen habitualment al sud i sud-est asiàtic, encara que produeixen un cap més semblant a la coliflor en condicions més càlides.

## Conreu
| Producció de bròcoli - 2021 (inclou coliflor) | Producció de bròcoli - 2021 (inclou coliflor) |
| País                                          | Producció en milions de tones                 |
| --------------------------------------------- | --------------------------------------------- |
| R.P. de la Xina                               | 9.5                                           |
| Índia                                         | 9.2                                           |
| Estats Units                                  | 1.0                                           |
| Espanya                                       | 0,7                                           |
| Mèxic                                         | 0,7                                           |
| Món                                           | 25.8                                          |
| Font: FAOSTAT de les Nacions Unides           |                                               |

La majoria dels conreus de bròquil són cultius de clima fresc que funcionen malament a l'estiu. El bròquil creix millor quan s'exposa a una temperatura mitjana diària entre 18 i 23 °C (64 i 73 °F). Quan el raïm de flors, també conegut com a cap de bròquil, apareix al centre de la planta, el raïm és generalment verd. Les podadores o tisores de jardí s'utilitzen per tallar el cap uns 25 mm (1 in) de la punta. El bròquil s'ha de collir abans que les flors del cap floreixin de color groc brillant. El bròquil no es pot collir amb màquines, sinó que es cull a mà.

## Producció
L'any 2021, la producció mundial de bròquil (combinada per als informes de producció amb coliflors) va ser de 26 milions de tones, amb la Xina i l'Índia representant el 72% del total mundial. Els productors secundaris, cadascun amb un milió de tones o menys anualment, van ser els Estats Units, Espanya i Mèxic (taula).
Als Estats Units, el bròquil es cultiva durant tot l'any a Califòrnia –que va produir el 92% de la collita a escala nacional–, amb el 95% de la collita total produïda per a les vendes en fresc el 2018.

## Nutrició
Es pot menjar cru, adobat en vinagre o cuit. Com totes les crucíferes, sembla que és possible que el consum protegeixi del càncer.
100 grams de bròquil cru tenen un 89% d'aigua, aporten 140 kilojoules d'energia, 2,82 g de proteïnes, 0,37 g de greix. 6,64 g de glúcids, 2,6 g de fibra, 1,7 g de sucres, 0,73 mg de ferro, 47 mg de calci, 66 mg de fòsfor, 316 mg de potassi, 89,2 mg de vitamina C i vitamines A, B6, niacina i vitamina E, entre d'altres.